# ديميتريو مدريد
ديميتريو مدريد هو سياسي إسباني، ولد في 1 ديسمبر 1936 في Villaralbo ‏ في إسبانيا. نشط حزبياً في الحزب الاشتراكي العمالي الإسباني.

## مناصب
- في الانتخابات العامة الإسبانية 1977 [الإنجليزية]‏، انتخب عضو مجلس النواب الإسباني  [لغات أخرى]‏ عن دائرة Zamora (Congress of Deputies constituency) [الإنجليزية]‏ خلال فترته النيابية  [لغات أخرى]‏ (2 يوليو 1977 – 2 يناير 1979).
- في الانتخابات العمومية الإسبانية 1996 [الإنجليزية]‏، انتخب عضو مجلس النواب الإسباني  [لغات أخرى]‏ عن دائرة Zamora (Congress of Deputies constituency) [الإنجليزية]‏ خلال فترته النيابية  [لغات أخرى]‏ (14 مارس 1996 – 18 يناير 2000).
- في الانتخابات العمومية الإسبانية 1993 [الإنجليزية]‏، انتخب عضو مجلس النواب الإسباني  [لغات أخرى]‏ عن دائرة Zamora (Congress of Deputies constituency) [الإنجليزية]‏ خلال فترته النيابية  [لغات أخرى]‏ (18 يونيو 1993 – 9 يناير 1996).
- في الانتخابات العمومية الإسبانية 1982 [الإنجليزية]‏، انتخب عضو مجلس النواب الإسباني  [لغات أخرى]‏ عن دائرة Zamora (Congress of Deputies constituency) [الإنجليزية]‏ خلال فترته النيابية  [لغات أخرى]‏ (10 نوفمبر 1982 – 26 مايو 1983).
- في الانتخابات العمومية الإسبانية 1979 [الإنجليزية]‏، انتخب عضو مجلس النواب الإسباني  [لغات أخرى]‏ عن دائرة Zamora (Congress of Deputies constituency) [الإنجليزية]‏ خلال فترته النيابية  [لغات أخرى]‏ (15 مارس 1979 – 31 أغسطس 1982).
- انتخب Member of the Cortes of Castile and León  [لغات أخرى]‏ عن دائرة Zamora (Congress of Deputies constituency) [الإنجليزية]‏.
- انتخب عضو مجلس الشيوخ الإسباني  [لغات أخرى]‏.

## وصلات خارجية
- الموقع الرسمي